# Papineau
Papineau és una població dels Estats Units a l'estat d'Illinois. Segons el cens del 2000 tenia 196 habitants.

## Demografia
Segons el cens del 2000, Papineau tenia 196 habitants, 60 habitatges, i 51 famílies. La densitat de població era de 329 habitants/km².
Dels 60 habitatges en un 50% hi vivien nens de menys de 18 anys, en un 70% hi vivien parelles casades, en un 8,3% dones solteres, i en un 15% no eren unitats familiars. En el 13,3% dels habitatges hi vivien persones soles l'11,7% de les quals corresponia a persones de 65 anys o més que vivien soles. El nombre mitjà de persones vivint en cada habitatge era de 3,27 i el nombre mitjà de persones que vivien en cada família era de 3,53.
Per edats la població es repartia de la següent manera: un 38,3% tenia menys de 18 anys, un 9,2% entre 18 i 24, un 27,6% entre 25 i 44, un 15,8% de 45 a 60 i un 9,2% 65 anys o més.
L'edat mediana era de 28 anys. Per cada 100 dones de 18 o més anys hi havia 86,2 homes.
La renda mediana per habitatge era de 47.750 $ i la renda mediana per família de 48.750 $. Els homes tenien una renda mediana de 28.500 $ mentre que les dones 20.313 $. La renda per capita de la població era de 16.730 $. Cap de les famílies i l'1,6% de la població estaven per davall del llindar de pobresa.

## Poblacions més properes
El següent diagrama mostra les poblacions més properes.